# 中野政樹
中野 政樹（なかの まさき、1929年8月13日 - 2010年6月4日）は、日本の金属工芸史の研究者。

## 人物・来歴
鍛金作家の父・中野恵祥の長男として、東京市（荒川区西日暮里）に生まれる。1949年東京美術学校に入学、工芸科に進み漆芸を専攻し、52年卒業。東京国立博物館学芸部文部技官となり、金工史の研究を始める。67年金工室長、77年企画課長、1981年東京藝術大学芸術学部芸術学科教授。日本工芸史、日本金工史。88年から1991年まで芸術資料館(後に大学美術館)館長となる。96年退官、名誉教授。97年ふくやま美術館館長。また同年から2003年まで文化女子大学教授を務めた。叙従四位、瑞宝小綬章追贈。

## 編著書
- 『美術撰集 第7巻　和鏡』日本の文様研究会編. フジアート出版, 1973
- 『日本の美術 39 (ブック・オブ・ブックス)金工』蔵田蔵共著 小学館, 1974
- 『日本の工芸 カラー 7　金工』共著 淡交社, 1978.12
- 『日本の伝統工芸 3　東京』編 ぎょうせい, 1985.7
- 『日本美術全集 第8巻 王朝絵巻と装飾経 平安の絵画・工芸2』佐野みどり、平田寛共編著 講談社, 1990.8
- 『昭和の文化遺産 第8巻 工芸. 3』責任編集 ぎょうせい, 1991.4
- 『日本美術全集 第7巻 曼荼羅と来迎図 平安の絵画・工芸1 中野政樹 [ほか]編著 講談社, 1991.6
- 『日本美術全集 第3巻 正倉院と上代絵画 飛鳥・奈良の絵画・工芸』阿部弘,平田寛,菊竹淳一共編著 講談社, 1992.10
- 『日本美術全集 第9巻  縁起絵と似絵 鎌倉の絵画・工芸』米倉迪夫,平田寛,梶谷亮治共編著 講談社, 1993.8